# カート・バーキンス
カート・バーキンス（Kurt Daniel Birkins、1980年8月11日 - ）は、メジャーリーグベースボールの左投左打の投手。アメリカ合衆国カリフォルニア州ロサンゼルスのウエスト・ヒルズ出身。

## 経歴
2000年にボルチモア・オリオールズにドラフト33巡目で指名され、翌2001年の5月25日にサインしたが、下積み生活が続き、メジャーデビューは2006年5月4日のテキサス・レンジャーズ戦。6回裏、二死、走者一塁二塁というピンチでの登板となった（もっとも、この時点でオリオールズは8対0と大差をつけられていた）。このピンチを見事に乗り切ると、その後の7回8回も無失点に抑える好投を見せた。
残りのシーズンは、8試合連続無失点も記録したが、6月28日のフィラデルフィア・フィリーズ戦でアウト2個を取っただけで2本のホームランを浴びて4点を失い、防御率が1.23から2.78にまで跳ね上がると、その後は3点台に突入。それでも一時は3.07まで戻してきたが、7月22日と7月25日の2回の登板でともに3点を失ったことで防御率は4.75となってしまった。その後は、7月29日のシカゴ・ホワイトソックス戦に登板したのが最後で、左肘痛の治療に専念するという理由でシーズンを終えた。
1年目ながら35試合に登板、5.00近い防御率ながら5勝を挙げたことと、得点圏に走者を置いた時点での被打率が.115という抜群の数字だったが、翌2007年は19試合の登板で防御率が8.13に終わり、10月29日にタンパベイ・レイズへと移籍。2008年のシーズンは心機一転しての飛躍が期待されたが、6試合登板に終わるなど、出番が徐々に減少しつつある。

## 詳細情報

### 年度別投手成績
| 年 度    | 球 団    | 登 板 | 先 発 | 完 投 | 完 封 | 無 四 球 | 勝 利 | 敗 戦 | セ 丨 ブ | ホ 丨 ル ド | 勝 率 | 打 者 | 投 球 回 | 被 安 打 | 被 本 塁 打 | 与 四 球 | 敬 遠 | 与 死 球 | 奪 三 振 | 暴 投 | ボ 丨 ク | 失 点 | 自 責 点 | 防 御 率 | W H I P |
| -------- | -------- | ----- | ----- | ----- | ----- | -------- | ----- | ----- | -------- | ----------- | ----- | ----- | -------- | -------- | ----------- | -------- | ----- | -------- | -------- | ----- | -------- | ----- | -------- | -------- | ------- |
| 2006     | BAL      | 35    | 0     | 0     | 0     | 0        | 5     | 2     | 0        | 4           | .714  | 136   | 31.0     | 25       | 4           | 16       | 0     | 3        | 27       | 3     | 0        | 19    | 17       | 4.94     | 1.32    |
| 2007     | BAL      | 19    | 2     | 0     | 0     | 0        | 1     | 2     | 0        | 0           | .333  | 170   | 34.1     | 52       | 3           | 14       | 0     | 3        | 30       | 1     | 0        | 31    | 31       | 8.13     | 1.92    |
| 2008     | TB       | 6     | 0     | 0     | 0     | 0        | 0     | 0     | 0        | 0           | ----  | 37    | 10.0     | 5        | 0           | 5        | 0     | 0        | 7        | 0     | 0        | 1     | 1        | 0.90     | 1.00    |
| MLB：3年 | MLB：3年 | 60    | 2     | 0     | 0     | 0        | 6     | 4     | 0        | 4           | .600  | 343   | 75.1     | 82       | 7           | 35       | 0     | 6        | 64       | 4     | 0        | 51    | 49       | 5.85     | 1.55    |

### 背番号
- 25（2006年 - 2007年）
- 24（2008年）